# Que Déu beneeixi les bèsties i els nens
Que Déu beneeixi les bèsties i els nens (títol original en anglès: Bless the Beasts and Children) és una pel·lícula estatunidenca dirigida per Stanley Kramer, del 1971. Ha estat doblada al català.

## Argument
Un grup de nois es disposa a passar un dia en el camp visitant una reserva de bisons, però la prometedora jornada es converteix en un malson. Uns experts caçadors condueixen el ramat cap a un lloc que es converteix en un carreró sense sortida

## Repartiment
- Bill Mumy: Lawrence Teft
- Barry Robins: Cotton
- Miles Chapin: Shecker
- Darel Glaser: Goodenow
- Robert Jayson Kramer: Lally 1
- Marc Vahanian: Lally II
- Jesse White: Sid Shecker
- Ken Swofford: Wheaties
- David Ketchum: Director del camp
- Elaine Devry: Mare de Cotton
- Wayne Sutherlin: Prostituta
- Bruce Glover: Prostituta
- William Bramley: M Goodenow
- Vanessa Brown: Sra. Goodenow
- Charles H. Gray: Capità Cotton
- Vincent Van Lynn: M Teft
- June C. Ellis: Mom
- Frank Farmer: Doctor
- Jeff Smart: Jeune Shooter